# Двуцветный зелёный зимородок
Двуцветный зелёный зимородок (лат. Chloroceryle inda) — неотропический вид птиц из семейства зимородковых.

## Описание
Двуцветный зелёный зимородок достигает длины 24 см и весит 46—60 г. Окраска верхней части тела блестящая тёмно-зелёная, нижней части тела — красно-коричневая. На крыльях, особенно у самок, имеются тонкие белые штрихи. Только у самки на груди имеется широкая бело-зелёная полоса.

## Распространение
Область распространения простирается от юго-восточного Никарагуа, Коста-Рики и Панамы до залива Гуаякиль и к востоку от Анд через север Южной Америки до атлантического побережья бразильского штата Санта-Катарина. Двуцветный зелёный зимородок предпочитает густые леса вдоль речных потоков, заболоченные местности и мангры.

## Питание
Птица ведёт охоту, бросаясь на добычу в воде из засады на ветке дерева. Питание состоит из рыб длиной до 12 см, а также из креветок.

## Размножение
О биологии размножения известно мало. В кладке 3—5 яиц.